# Sixième district congressionnel du Massachusetts
Le 6e district du Congrès du Massachusetts est situé dans le nord-est du Massachusetts. Il contient la majeure partie du comté d'Essex, y compris la côte nord et le cap Ann, ainsi qu'une partie du comté de Middlesex. Il est représenté par Seth Moulton , qui représente le district depuis janvier 2015. La forme du district a subi des changements mineurs à compter des élections de 2012 après le redécoupage du Congrès du Massachusetts pour refléter le recensement de 2010. Les villes de Tewksbury et Billerica ont été ajoutées, ainsi qu'une petite partie de la ville d'Andover.

## Géographie

### Comté d'Essex(31)
Amesbury, Andover (y compris Andover CDP), Beverly, Boxford (y compris Boxford CDP), Danvers, Essex (y compris Essex CDP), Georgetown, Gloucester, Groveland, Hamilton, Ipswich (y compris Ipswich CDP), Lynn, Lynnfield, Manchester-by-the-Sea, Marblehead, Merrimac, Middleton, Nahant, Newbury, Newburyport, North Andover, Rockport (y compris Rockport CDP), Peabody, Rowley (y compris Rowley CDP), Salem, Salisbury (y compris Salisbury CDP), Saugus, Swampscott, Topsfield (y compris Topsfield CDP), Wenham, West Newbury

### Comté de Middlesex(8)
Bedford (y compris une partie de Hanscom AFB; une partie, également dans le 5e), Billerica (y compris Pinehurst; une partie, également dans le 3e), Burlington, North Reading, Reading, Tewksbury, Wakefield, Wilmington

## Villes et villages dans le district avant 2013

### Années 1840
Amherst, Belchertown, East-Hampton, Enfield, Granby, Greenwich, Hadley, Hatfield, Northampton, Pelham, Prescott, South Hadley, et Ware dans le Comté d'Hampshire; Brimfield, Holland, Longmeadow, Ludlow, Monson, Palmer, Southwick, Springfield, Wales, Westfield, West Springfield, et Wilbraham dans le Comté d'Hampden; Bernardston, Deerfield, Erving, Gill, Greenfield, Leverett, Montague, New Salem, Northfield, Orange, Shutesbury, Sunderland, Warwick, Wendell, et Whately dans le Comté de Franklin; et Athol et Royalston, dans le Comté de Worcester.

### Années 1850
Villes de Lynn, Newburyport et Salem, et les villages de Amesbury, Beverly, Essex, Georgetown, Gloucester, Groveland, Hamilton, Ipswich, Manchester, Marblehead, Newbury, Rockport, Rowley, Salisbury, Wenham et West Newbury dans le Comté d'Essex.

### Années 1890
Comté de Suffolk : Ville de Boston, quartiers 3,4 et 5 et les villages de Chelsea, Revere et Winthrop.
Comté de Middlesex : Villages d'Everett, Malden, Medford, Melrose, Reading, Stoneham, Wakefield et Winchester.
Comté d'Essex : Villages de Lynn, Nahant, Saugus et Swampscott.

### Années 1910
Comté d'Essex : Villes de Beverly, Gloucester, Haverhill, Newburyport et Salem ; villages d'Amesbury, Danvers, Essex, Georgetown, Groveland, Hamilton, Ipswich, Manchester, Marblehead, Merrimac, Newbury, Rockport, Rowley, Salisbury, Swampscott, Topsfield, Wenham et West Newbury.

### Années 1990
Comté d'Essex  et Middlesex. Villes et villages : Amesbury, Bedford, Beverly, Boxford, Burlington, Danvers, Essex, Georgetown, Gloucester, Groveland, Hamilton, Haverhill, Ipswich, Lynn, Lynnfield, Manchester by the Sea, Marblehead, Merrimac, Middleton, Nahant, Newbury, Newburyport, North Andover, North Reading, Peabody, Reading (en partie), Rockport, Rowley, Salem, Salisbury, Saugus, Swampscott, Topsfield, Wenham, West Newbury et Wilmington.

### 2003 - 2013

#### Comté d'Essex
Villes de : Amesbury, Beverly, Gloucester, Lynn, Newburyport, Peabody et Salem
Villages de : Boxford, Danvers, Essex, Georgetown, Groveland, Hamilton, Ipswich, Lynnfield, Manchester, Marblehead, Merrimac, Middleton, Nahant, Newbury, North Andover, Rockport, Rowley, Salisbury, Saugus, Swampscott, Topsfield, Wenham et West Newbury.

#### Comté de Middlesex
Les villages de : Bedford, Billerica, Burlington, North Reading, Reading, Wakefield et Wilmington.

## Historique de vote
| Année | Poste     | Résultats               |
| ----- | --------- | ----------------------- |
| 2000  | Président | Gore 57,0 % – 36,0 %    |
| 2004  | Président | Kerry 58,0 % – 41,0 %   |
| 2008  | Président | Obama 57,0 % – 41,4 %   |
| 2012  | Président | Obama 54,7 % – 44,0 %   |
| 2016  | Président | Clinton 56,0 % – 38,2 % |
| 2020  | Président | Biden 63,0 % – 36 %     |

## Liste des Représentants du district
| Membre                          | Parti                 | Années                              | Congrès     | Histoire électorale | Zone géographique                                           |  |
| ------------------------------- | --------------------- | ----------------------------------- | ----------- | --- | ----------------------------------------------------------- |  |
| District établit le 4 mars 1789 |                       |                                     |             | |                                                             |  |
| George Thatcher (en)            | Pro Administration    | 4 mars 1789 - 3 mars 1791           | 1er         | Élu en 1788. Redécoupage vers le 8e district. | 1789–1793 Comté de Cumberland, Lincoln et District du Maine |  |
| George Leonard (en)             | Pro Administration    | 4 mars 1791 - 3 mars 1793           | 2e          | Redécoupage depuis le 7e district et réélu en 1792. perd sa réélection. | 1789–1793 Comté de Cumberland, Lincoln et District du Maine |  |
| District inactif                | District inactif      | 4 mars 1793 - 3 mars 1795           | 3e          | |                                                             |  |
| John Reed Sr. (en)              | Fédéraliste           | 4 mars 1795 - 3 mars 1801           | 4e - 6e     | Élu en 1794. Réélu en 1796. Réélu en 1798. Retrait. | 1795–1803 2e District Sud                                   |  |
| Josiah Smith (en)               | Républicain-Démocrate | 4 mars 1801 - 3 mars 1803           | 7e          | Élu en 1800. Retrait. | 1795–1803 2e District Sud                                   |  |
| Samuel Taggart (en)             | Fédéraliste           | 4 mars 1803 - 3 mars 1817           | 8e - 14e    | Élu en 1802. Réélu en 1804. Réélu en 1806. Réélu en 1808. Réélu en 1810. Réélu en 1812. Réélu en 1814. Retrait.                                                                                            | 1803–1823 District d'Hampshire Nord                         |  |
| Samuel C. Allen (en)            | Fédéraliste           | 4 mars 1817 - 3 mars 1823           | 15e - 17e   | Élu en 1816. Réélu en 1818. Réélu en 1820. Redécoupage vers le 7e district. | 1803–1823 District d'Hampshire Nord                         |  |
| John Locke (en)                 | Républicain-Démocrate | 4 mars 1823 - 3 mars 1825           | 18e - 20e   | Élu en 1823 sur un troisième bulletin. Réélu en 1824. Réélu en 1826. Retrait. | 1823–1833 District de Worcester Nord                        |  |
| John Locke (en)                 | Anti-Jacksonien       | 4 mars 1825 - .3 mars 1829          | 18e - 20e   | Élu en 1823 sur un troisième bulletin. Réélu en 1824. Réélu en 1826. Retrait. | 1823–1833 District de Worcester Nord                        |  |
| Joseph C. Kendall (en)          | Anti-Jacksonien       | 4 mars 1829 - 3 mars 1833           | 21e , 22e   | Élu en 1828. Réélu en 1830. Retrait. | 1823–1833 District de Worcester Nord                        |  |
| George Grennell Jr. (en)        | Anti-Jacksonien       | 4 mars 1833 - 3 mars 1837           | 23e - 25e   | Redécoupage depuis le 7e district et réélu en 1833. Réélu en 1834. Réélu en 1836. Retrait. | 1833–1843                                                   |  |
| George Grennell Jr. (en)        | Whig                  | 4 mars 1837 - 3 mars 1839           | 23e - 25e   | Redécoupage depuis le 7e district et réélu en 1833. Réélu en 1834. Réélu en 1836. Retrait. | 1833–1843                                                   |  |
| James Alvord (en)               | Whig                  | 4 mars 1839 - 27 septembre 1839     | 26e         | Élu en 1838. Décès. | 1833–1843                                                   |  |
| Vacant                          | Vacant                | 27 septembre 1839 - 14 janvier 1840 | 26e         | | 1833–1843                                                   |  |
| Osmyn Baker (en)                | Whig                  | 23 décembre 1839 - 3 mars 1845      | 26e - 28e   | Élu pour terminer le mandat d'Alvord. Réélu en 1840. Réélu en 1842. Retrait. | 1833–1843                                                   |  |
| Osmyn Baker (en)                | Whig                  | 23 décembre 1839 - 3 mars 1845      | 26e - 28e   | Élu pour terminer le mandat d'Alvord. Réélu en 1840. Réélu en 1842. Retrait. | 1843–1853                                                   |  |
| George Ashmun (en)              | Whig                  | 4 mars 1845 - 3 mars 1851           | 29e - 31e   | Élu en 1844. Réélu en 1846. Réélu en 1848. Retrait. |                                                             |  |
| George T. Davis (en)            | Whig                  | 4 mars 1851 - 3 mars 1853           | 32e         | Élu en 1850. Retrait. |                                                             |  |
| Charles W. Upham (en)           | Whig                  | 4 mars 1853 - 3 mars 1855           | 33e         | Élu en 1852. Réélu en Retrait. | 1853–1863                                                   |  |
| Timothy Davis (en)              | Know Nothing          | 4 mars 1855 - 3 mars 1857           | 34e , 35e   | Élu en 1854. Réélu en 1856. | 1853–1863                                                   |  |
| Timothy Davis (en)              | Républicain           | 4 mars 1857 - 3 mars 1859           | 34e , 35e   | Élu en 1854. Réélu en 1856. | 1853–1863                                                   |  |
| John B. Alley (en)              | Républicain           | 4 mars 1859 - 3 mars 1863           | 36e , 37e   | Élu en 1858. Réélu en 1860. Redécoupage vers le 5e district. | 1853–1863                                                   |  |
| Daniel W. Gooch (en)            | Républicain           | 4 mars 1863 - 1er septembre 1865    | 38e , 39e   | Redécoupage depuis le 7e district réélu en 1862. Réélu en 1864. Démissionne pour devenir Agent de la Navy au Port de Boston.                                                                               | 1863–1873                                                   |  |
| Vacant                          | Vacant                | 2 septembre 1865 - 3 décembre 1865  | 39e         | | 1863–1873                                                   |  |
| Nathaniel P. Banks              | Républicain           | 4 décembre 1865 - 3 mars 1873       | 39e - 42e   | Élu pour terminer le mandat de Gooch. Réélu en 1866. Réélu en 1868. Réélu en 1870. Change de parti en 1872. Redécoupage vers le 5e district et perd sa réélection.                                         | 1863–1873                                                   |  |
| Nathaniel P. Banks              | Républicain-Libéral   | 4 décembre 1865 - 3 mars 1873       | 39e - 42e   | Élu pour terminer le mandat de Gooch. Réélu en 1866. Réélu en 1868. Réélu en 1870. Change de parti en 1872. Redécoupage vers le 5e district et perd sa réélection.                                         | 1863–1873                                                   |  |
| Benjamin F. Butler (en)         | Républicain           | 4 mars 1873 - 3 mars 1875           | 43e         | Redécoupage depuis le 5e district et réélu en 1872. perd sa réélection. | 1873–1883                                                   |  |
| Charles Perkins Thompson (en)   | Démocrate             | 4 mars 1875 - 3 mars 1877           | 44e         | Élu en 1874. perd sa réélection | 1873–1883                                                   |  |
| George B. Loring (en)           | Républicain           | 4 mars 1877 - 3 mars 1881           | 45e , 46e   | Élu en 1876. Réélu en 1878. perd sa renomination. | 1873–1883                                                   |  |
| Eben F. Stone (en)              | Républicain           | 4 mars 1881 - 3 mars 1883           | 47e         | Élu en 1880. Retrait. | 1873–1883                                                   |  |
| Henry B. Lovering (en)          | Démocrate             | 4 mars 1883 - 3 mars 1887           | 48e , 49e   | Élu en 1882. Réélu en 1884. perd sa réélection. | 1883–1893                                                   |  |
| Henry Cabot Lodge               | Républicain           | 4 mars 1887 - 3 mars 1893           | 50e - 52e   | Élu en 1886. Réélu en 1888. Réélu en 1890. Redécoupage vers le 7e district. | 1883–1893                                                   |  |
| William Cogswell (en)           | Républicain           | 4 mars 1893 - 22 mai 1895           | 53e , 54e   | Redécoupage vers le 7e district et réélu en 1892. Réélu en 1894. Décès. | 1893–1903                                                   |  |
| Vacant                          | Vacant                | 22 mai 1895 - 4 novembre 1895       | 54e         | | 1893–1903                                                   |  |
| William H. Moody                | Républicain           | 5 novembre 1895 - 1er mai 1902      | 54e - 57e   | Élu pour terminer le mandat de Cogswell. Réélu en 1896. Réélu en 1898. Réélu en 1900. Démissionne pour devenir Secrétaire à la Navy.                                                                       | 1893–1903                                                   |  |
| Vacant                          | Vacant                | 2 mai 1902 - 3 novembre 1902        | 57e         | | 1893–1903                                                   |  |
| Augustus P. Gardner             | Républicain           | 4 novembre 1902 - 15 mai 1917       | 57e - 65e   | Élu pour terminer le mandat de Moody et réélu en 1902. Réélu en 1904. Réélu en 1906. Réélu en 1908. Réélu en 1910. Réélu en 1912. Réélu en 1914. Réélu en 1916. Démissionne après être entré dans l'armée. | 1893–1903                                                   |  |
| Augustus P. Gardner             | Républicain           | 4 novembre 1902 - 15 mai 1917       | 57e - 65e   | Élu pour terminer le mandat de Moody et réélu en 1902. Réélu en 1904. Réélu en 1906. Réélu en 1908. Réélu en 1910. Réélu en 1912. Réélu en 1914. Réélu en 1916. Démissionne après être entré dans l'armée. | 1903–1913                                                   |  |
| Augustus P. Gardner             | Républicain           | 4 novembre 1902 - 15 mai 1917       | 57e - 65e   | Élu pour terminer le mandat de Moody et réélu en 1902. Réélu en 1904. Réélu en 1906. Réélu en 1908. Réélu en 1910. Réélu en 1912. Réélu en 1914. Réélu en 1916. Démissionne après être entré dans l'armée. | 1913–1933                                                   |  |
| Vacant                          | Vacant                | 15 mai 1917 - 6 novembre 1917       | 65e         | |                                                             |  |
| Wilfred W. Lufkin (en)          | Républicain           | 6 novembre 1917 - 30 juin 1921      | 65e - 67e   | Élu pour terminer le mandat de Gardner. Réélu en 1918. Réélu en 1920. Démissionne pour devenir Collecteur des Douanes du Port de Boston.                                                                   |                                                             |  |
| Vacant                          | Vacant                | 30 juin 1921 - 27 septembre 1921    | 67e         | |                                                             |  |
| Abram Andrew (en)               | Républicain           | 27 septembre 1921 - 3 juin 1936     | 67e - 74e   | Élu pour terminer le mandat de Lufkin. Réélu en 1922. Réélu en 1924. Réélu en 1926. Réélu en 1928. Réélu en 1930. Réélu en 1932. Réélu en 1934. Décès.                                                     |                                                             |  |
| Abram Andrew (en)               | Républicain           | 27 septembre 1921 - 3 juin 1936     | 67e - 74e   | Élu pour terminer le mandat de Lufkin. Réélu en 1922. Réélu en 1924. Réélu en 1926. Réélu en 1928. Réélu en 1930. Réélu en 1932. Réélu en 1934. Décès.                                                     | 1933–1943                                                   |  |
| Vacant                          | Vacant                | 3 juin 1936 - 3 janvier 1937        | 74e         | |                                                             |  |
| George J. Bates (en)            | Républicain           | 3 janvier 1937 - 1er novembre 1949  | 75e - 81e   | Élu en 1936. Réélu en 1938. Réélu en 1940. Réélu en 1942. Réélu en 1944. Réélu en 1946. Réélu en 1948. Décède dans un crash d'avion.                                                                       |                                                             |  |
| George J. Bates (en)            | Républicain           | 3 janvier 1937 - 1er novembre 1949  | 75e - 81e   | Élu en 1936. Réélu en 1938. Réélu en 1940. Réélu en 1942. Réélu en 1944. Réélu en 1946. Réélu en 1948. Décède dans un crash d'avion.                                                                       | 1943–1953                                                   |  |
| Vacant                          | Vacant                | 1er novembre 1949 - 14 février 1950 | 81e         | |                                                             |  |
| William H. Bates (en)           | Républicain           | 14 février 1950 - 22 juin 1969      | 81e - 91e   | Élu pour terminer le mandat de son père. Réélu en 1950. Réélu en 1952. Réélu en 1954. Réélu en 1956. Réélu en 1958. Réélu en 1960. Réélu en 1962. Réélu en 1964. Réélu en 1966. Réélu en 1968. Décès.      |                                                             |  |
| William H. Bates (en)           | Républicain           | 14 février 1950 - 22 juin 1969      | 81e - 91e   | Élu pour terminer le mandat de son père. Réélu en 1950. Réélu en 1952. Réélu en 1954. Réélu en 1956. Réélu en 1958. Réélu en 1960. Réélu en 1962. Réélu en 1964. Réélu en 1966. Réélu en 1968. Décès.      | 1953–1963                                                   |  |
| William H. Bates (en)           | Républicain           | 14 février 1950 - 22 juin 1969      | 81e - 91e   | Élu pour terminer le mandat de son père. Réélu en 1950. Réélu en 1952. Réélu en 1954. Réélu en 1956. Réélu en 1958. Réélu en 1960. Réélu en 1962. Réélu en 1964. Réélu en 1966. Réélu en 1968. Décès.      | 1963–1973                                                   |  |
| Vacant                          | Vacant                | 22 juin 1969 - 30 septembre 1969    | 91e         | |                                                             |  |
| Michael J. Harrington (en)      | Démocrate             | 30 septembre 1969 - 3 janvier 1979  | 91e - 95e   | Élu pour terminer le mandat de Bates. Réélu en 1970. Réélu en 1972. Réélu en 1974. Réélu en 1976. Retrait.                                                                                                 |                                                             |  |
| Michael J. Harrington (en)      | Démocrate             | 30 septembre 1969 - 3 janvier 1979  | 91e - 95e   | Élu pour terminer le mandat de Bates. Réélu en 1970. Réélu en 1972. Réélu en 1974. Réélu en 1976. Retrait.                                                                                                 | 1973–1983                                                   |  |
| Nicholas Mavroules (en)         | Démocrate             | 3 janvier 1979 - 3 janvier 1993     | 96e - 102e  | Élu en 1978. Réélu en 1980. Réélu en 1982. Réélu en 1984. Réélu en 1986. Réélu en 1988. Réélu en 1990. perd sa réélection.                                                                                 |                                                             |  |
| Nicholas Mavroules (en)         | Démocrate             | 3 janvier 1979 - 3 janvier 1993     | 96e - 102e  | Élu en 1978. Réélu en 1980. Réélu en 1982. Réélu en 1984. Réélu en 1986. Réélu en 1988. Réélu en 1990. perd sa réélection.                                                                                 | 1983–1993                                                   |  |
| Peter G. Torkildsen (en)        | Républicain           | 3 janvier 1993 - 3 janvier 1997     | 103e , 104e | Élu en 1992. Réélu en 1994. perd sa réélection. | 1993–2003                                                   |  |
| John F. Tierney (en)            | Démocrate             | 3 janvier 1997 - 3 janvier 2015     | 105e - 113e | Élu en 1996. Réélu en 1998. Réélu en 2000. Réélu en 2002. Réélu en 2004. Réélu en 2006. Réélu en 2008. Réélu en 2010. Réélu en 2012. perd sa renomination.                                                 | 1993–2003                                                   |  |
| John F. Tierney (en)            | Démocrate             | 3 janvier 1997 - 3 janvier 2015     | 105e - 113e | Élu en 1996. Réélu en 1998. Réélu en 2000. Réélu en 2002. Réélu en 2004. Réélu en 2006. Réélu en 2008. Réélu en 2010. Réélu en 2012. perd sa renomination.                                                 | 2003–2013                                                   |  |
| John F. Tierney (en)            | Démocrate             | 3 janvier 1997 - 3 janvier 2015     | 105e - 113e | Élu en 1996. Réélu en 1998. Réélu en 2000. Réélu en 2002. Réélu en 2004. Réélu en 2006. Réélu en 2008. Réélu en 2010. Réélu en 2012. perd sa renomination.                                                 | 2013–2023                                                   |  |
| Seth Moulton                    | Démocrate             | 3 janvier 2015 - Présent            | 114e - 118e | Élu en 2014. Réélu en 2016. Réélu en 2018. Réélu en 2020. Réélu en 2022. |                                                             |  |
| Seth Moulton                    | Démocrate             | 3 janvier 2015 - Présent            | 114e - 118e | Élu en 2014. Réélu en 2016. Réélu en 2018. Réélu en 2020. Réélu en 2022. | 2023–Présent                                                |  |

## Résultats des récentes élections
Voici les résultats des dix précédents cycles électoraux dans le district.

### 2004
| Élection de 2004 du 6e district congressionnel du Massachusetts | Élection de 2004 du 6e district congressionnel du Massachusetts | Élection de 2004 du 6e district congressionnel du Massachusetts | Élection de 2004 du 6e district congressionnel du Massachusetts | Élection de 2004 du 6e district congressionnel du Massachusetts |
| --------------------------------------------------------------- | --------------------------------------------------------------- | --------------------------------------------------------------- | --------------------------------------------------------------- | --------------------------------------------------------------- |
| Parti                                                           | Parti                                                           | Candidat                                                        | Votes                                                           | %                                                               |
|                                                                 | Démocrate                                                       | John F. Tierney (en) (sortant)                                  | 213 458                                                         | 69,9                                                            |
|                                                                 | Républicain                                                     | Stephen P. O'Malley Jr.                                         | 91 597                                                          | 30,0                                                            |
|                                                                 | Autres                                                          | Autres                                                          | 467                                                             | 0,2                                                             |
|                                                                 | Blancs                                                          | Blancs                                                          | 16 214                                                          | /                                                               |
| Total des votes                                                 | Total des votes                                                 | Total des votes                                                 | 321 736                                                         | 100                                                             |
|                                                                 | Les Démocrates conservent                                       |                                                                 |                                                                 |                                                                 |

### 2006
| Élection de 2006 du 6e district congressionnel du Massachusetts | Élection de 2006 du 6e district congressionnel du Massachusetts | Élection de 2006 du 6e district congressionnel du Massachusetts | Élection de 2006 du 6e district congressionnel du Massachusetts | Élection de 2006 du 6e district congressionnel du Massachusetts |
| --------------------------------------------------------------- | --------------------------------------------------------------- | --------------------------------------------------------------- | --------------------------------------------------------------- | --------------------------------------------------------------- |
| Parti                                                           | Parti                                                           | Candidat                                                        | Votes                                                           | %                                                               |
|                                                                 | Démocrate                                                       | John F. Tierney (en) (sortant)                                  | 168 056                                                         | 69,6                                                            |
|                                                                 | Républicain                                                     | Richard W. Barton                                               | 72 997                                                          | 30,2                                                            |
|                                                                 | Autres                                                          | Autres                                                          | 572                                                             | 0,2                                                             |
|                                                                 | Blancs                                                          | Blancs                                                          | 11 659                                                          | /                                                               |
| Total des votes                                                 | Total des votes                                                 | Total des votes                                                 | 253 284                                                         | 100                                                             |
|                                                                 | Les Démocrates conservent                                       |                                                                 |                                                                 |                                                                 |

### 2008
| Élection de 2008 du 6e district congressionnel du Massachusetts | Élection de 2008 du 6e district congressionnel du Massachusetts | Élection de 2008 du 6e district congressionnel du Massachusetts | Élection de 2008 du 6e district congressionnel du Massachusetts | Élection de 2008 du 6e district congressionnel du Massachusetts |
| --------------------------------------------------------------- | --------------------------------------------------------------- | --------------------------------------------------------------- | --------------------------------------------------------------- | --------------------------------------------------------------- |
| Parti                                                           | Parti                                                           | Candidat                                                        | Votes                                                           | %                                                               |
|                                                                 | Démocrate                                                       | John F. Tierney (en) (sortant)                                  | 226 216                                                         | 70,4                                                            |
|                                                                 | Républicain                                                     | Richard A. Baker Jr.                                            | 94 845                                                          | 29,5                                                            |
|                                                                 | Autres                                                          | Autres                                                          | 251                                                             | 0,1                                                             |
|                                                                 | Blancs                                                          | Blancs                                                          | 17 406                                                          | /                                                               |
| Total des votes                                                 | Total des votes                                                 | Total des votes                                                 | 338 718                                                         | 100                                                             |
|                                                                 | Les Démocrates conservent                                       |                                                                 |                                                                 |                                                                 |

### 2010
| Élection de 2010 du 6e district congressionnel du Massachusetts | Élection de 2010 du 6e district congressionnel du Massachusetts | Élection de 2010 du 6e district congressionnel du Massachusetts | Élection de 2010 du 6e district congressionnel du Massachusetts | Élection de 2010 du 6e district congressionnel du Massachusetts |
| --------------------------------------------------------------- | --------------------------------------------------------------- | --------------------------------------------------------------- | --------------------------------------------------------------- | --------------------------------------------------------------- |
| Parti                                                           | Parti                                                           | Candidat                                                        | Votes                                                           | %                                                               |
|                                                                 | Démocrate                                                       | John F. Tierney (en) (sortant)                                  | 142 732                                                         | 56,8                                                            |
|                                                                 | Républicain                                                     | Bill Hudak                                                      | 107 930                                                         | 43,0                                                            |
|                                                                 | Autres                                                          | Autres                                                          | 419                                                             | 0,2                                                             |
|                                                                 | Blancs                                                          | Blancs                                                          | 9537                                                            | /                                                               |
| Total des votes                                                 | Total des votes                                                 | Total des votes                                                 | 260 618                                                         | 100                                                             |
|                                                                 | Les Démocrates conservent                                       |                                                                 |                                                                 |                                                                 |

### 2012
| Élection de 2012 du 6e district congressionnel du Massachusetts | Élection de 2012 du 6e district congressionnel du Massachusetts | Élection de 2012 du 6e district congressionnel du Massachusetts | Élection de 2012 du 6e district congressionnel du Massachusetts | Élection de 2012 du 6e district congressionnel du Massachusetts |
| --------------------------------------------------------------- | --------------------------------------------------------------- | --------------------------------------------------------------- | --------------------------------------------------------------- | --------------------------------------------------------------- |
| Parti                                                           | Parti                                                           | Candidat                                                        | Votes                                                           | %                                                               |
|                                                                 | Démocrate                                                       | John F. Tierney (en) (sortant)                                  | 179 603                                                         | 48,3                                                            |
|                                                                 | Républicain                                                     | Richard Tisei                                                   | 175 953                                                         | 47,3                                                            |
|                                                                 | Libertarien                                                     | Daniel Fishman                                                  | 16 668                                                          | 4,4                                                             |
| Total des votes                                                 | Total des votes                                                 | Total des votes                                                 | 372 224                                                         | 100                                                             |
|                                                                 | Les Démocrates conservent                                       |                                                                 |                                                                 |                                                                 |

### 2014
| Élection de 2014 du 6e district congressionnel du Massachusetts, | Élection de 2014 du 6e district congressionnel du Massachusetts, | Élection de 2014 du 6e district congressionnel du Massachusetts, | Élection de 2014 du 6e district congressionnel du Massachusetts, | Élection de 2014 du 6e district congressionnel du Massachusetts, |
| ---------------------------------------------------------------- | ---------------------------------------------------------------- | ---------------------------------------------------------------- | ---------------------------------------------------------------- | ---------------------------------------------------------------- |
| Parti                                                            | Parti                                                            | Candidat                                                         | Votes                                                            | %                                                                |
|                                                                  | Démocrate                                                        | Seth Moulton                                                     | 149 449                                                          | 54,7                                                             |
|                                                                  | Républicain                                                      | Richard Tisei                                                    | 111 848                                                          | 40,9                                                             |
|                                                                  | Indépendant                                                      | Chris Stockwell                                                  | 12 175                                                           | 4,5                                                              |
| Total des votes                                                  | Total des votes                                                  | Total des votes                                                  | 273 472                                                          | 100                                                              |
|                                                                  | Les Démocrates conservent                                        |                                                                  |                                                                  |                                                                  |

### 2016
| Élection de 2016 du 6e district congressionnel du Massachusetts | Élection de 2016 du 6e district congressionnel du Massachusetts | Élection de 2016 du 6e district congressionnel du Massachusetts | Élection de 2016 du 6e district congressionnel du Massachusetts | Élection de 2016 du 6e district congressionnel du Massachusetts |
| --------------------------------------------------------------- | --------------------------------------------------------------- | --------------------------------------------------------------- | --------------------------------------------------------------- | --------------------------------------------------------------- |
| Parti                                                           | Parti                                                           | Candidat                                                        | Votes                                                           | %                                                               |
|                                                                 | Démocrate                                                       | Seth Moulton (sortant)                                          | 308 923                                                         | 98,4                                                            |
|                                                                 | No Party                                                        | Autres                                                          | 5 132                                                           | 1,6                                                             |
| Total des votes                                                 | Total des votes                                                 | Total des votes                                                 | 314 055                                                         | 100                                                             |
|                                                                 | Les Démocrates conservent                                       |                                                                 |                                                                 |                                                                 |

### 2018
| Élection de 2018 du 6e district congressionnel du Massachusetts | Élection de 2018 du 6e district congressionnel du Massachusetts | Élection de 2018 du 6e district congressionnel du Massachusetts | Élection de 2018 du 6e district congressionnel du Massachusetts | Élection de 2018 du 6e district congressionnel du Massachusetts |
| --------------------------------------------------------------- | --------------------------------------------------------------- | --------------------------------------------------------------- | --------------------------------------------------------------- | --------------------------------------------------------------- |
| Parti                                                           | Parti                                                           | Candidat                                                        | Votes                                                           | %                                                               |
|                                                                 | Démocrate                                                       | Seth Moulton (sortant)                                          | 216 282                                                         | 65,2                                                            |
|                                                                 | Républicain                                                     | Joseph Schneider                                                | 104 379                                                         | 31,4                                                            |
|                                                                 | Indépendant                                                     | Mary Jean Charbonneau                                           | 11 244                                                          | 3,4                                                             |
| Total des votes                                                 | Total des votes                                                 | Total des votes                                                 | 331 905                                                         | 100                                                             |
|                                                                 | Les Démocrates conservent                                       |                                                                 |                                                                 |                                                                 |

### 2020
| Élection de 2020 du 6e district congressionnel du Massachusetts | Élection de 2020 du 6e district congressionnel du Massachusetts | Élection de 2020 du 6e district congressionnel du Massachusetts | Élection de 2020 du 6e district congressionnel du Massachusetts | Élection de 2020 du 6e district congressionnel du Massachusetts |
| --------------------------------------------------------------- | --------------------------------------------------------------- | --------------------------------------------------------------- | --------------------------------------------------------------- | --------------------------------------------------------------- |
| Parti                                                           | Parti                                                           | Candidat                                                        | Votes                                                           | %                                                               |
|                                                                 | Démocrate                                                       | Seth Moulton (sortant)                                          | 286 377                                                         | 65,4                                                            |
|                                                                 | Républicain                                                     | John Paul Moran                                                 | 150 695                                                         | 34,4                                                            |
|                                                                 | Write-In                                                        | Write-In                                                        | 605                                                             | 0,2                                                             |
| Total des votes                                                 | Total des votes                                                 | Total des votes                                                 | 437 677                                                         | 100                                                             |
|                                                                 | Les Démocrates conservent                                       |                                                                 |                                                                 |                                                                 |

### 2022
| Primaire Démocrate de 2022 du 6e district congressionnel du Massachusetts | Primaire Démocrate de 2022 du 6e district congressionnel du Massachusetts | Primaire Démocrate de 2022 du 6e district congressionnel du Massachusetts | Primaire Démocrate de 2022 du 6e district congressionnel du Massachusetts | Primaire Démocrate de 2022 du 6e district congressionnel du Massachusetts |
| ------------------------------------------------------------------------- | ------------------------------------------------------------------------- | ------------------------------------------------------------------------- | ------------------------------------------------------------------------- | ------------------------------------------------------------------------- |
| Parti                                                                     | Parti                                                                     | Candidat                                                                  | Votes                                                                     | %                                                                         |
|                                                                           | Démocrate                                                                 | Seth Moulton (sortant)                                                    | 84 860                                                                    | 99,3                                                                      |
|                                                                           | Write-In                                                                  | Write-In                                                                  | 597                                                                       | 0,7                                                                       |

| Primaire Républicaine de 2022 du 6e district congressionnel du Massachusetts | Primaire Républicaine de 2022 du 6e district congressionnel du Massachusetts | Primaire Républicaine de 2022 du 6e district congressionnel du Massachusetts | Primaire Républicaine de 2022 du 6e district congressionnel du Massachusetts | Primaire Républicaine de 2022 du 6e district congressionnel du Massachusetts |
| ---------------------------------------------------------------------------- | ---------------------------------------------------------------------------- | ---------------------------------------------------------------------------- | ---------------------------------------------------------------------------- | ---------------------------------------------------------------------------- |
| Parti                                                                        | Parti                                                                        | Candidat                                                                     | Votes                                                                        | %                                                                            |
|                                                                              | Républicain                                                                  | Robert May Jr.                                                               | 29 503                                                                       | 99,2                                                                         |
|                                                                              | Write-In                                                                     | Write-In                                                                     | 240                                                                          | 0,8                                                                          |

| Élection de 2022 du 6e district congressionnel du Massachusetts | Élection de 2022 du 6e district congressionnel du Massachusetts | Élection de 2022 du 6e district congressionnel du Massachusetts | Élection de 2022 du 6e district congressionnel du Massachusetts | Élection de 2022 du 6e district congressionnel du Massachusetts |
| --------------------------------------------------------------- | --------------------------------------------------------------- | --------------------------------------------------------------- | --------------------------------------------------------------- | --------------------------------------------------------------- |
| Parti                                                           | Parti                                                           | Candidat                                                        | Votes                                                           | %                                                               |
|                                                                 | Démocrate                                                       | Seth Moulton (sortant)                                          | 198 119                                                         | 62,9                                                            |
|                                                                 | Républicain                                                     | Robert May Jr.                                                  | 110 770                                                         | 35,2                                                            |
|                                                                 | Libertarien                                                     | Mark Tashjian                                                   | 5995                                                            | 1,9                                                             |
|                                                                 | Write-In                                                        | Write-In                                                        | 197                                                             | 0,1                                                             |
| Total des votes                                                 | Total des votes                                                 | Total des votes                                                 | 315 081                                                         | 100%                                                            |
|                                                                 | Les Démocrates conservent                                       |                                                                 |                                                                 |                                                                 |

### 2024
| Primaire Démocrate de 2024 du 6e district congressionnel du Massachusetts | Primaire Démocrate de 2024 du 6e district congressionnel du Massachusetts | Primaire Démocrate de 2024 du 6e district congressionnel du Massachusetts | Primaire Démocrate de 2024 du 6e district congressionnel du Massachusetts | Primaire Démocrate de 2024 du 6e district congressionnel du Massachusetts |
| ------------------------------------------------------------------------- | ------------------------------------------------------------------------- | ------------------------------------------------------------------------- | ------------------------------------------------------------------------- | ------------------------------------------------------------------------- |
| Parti                                                                     | Parti                                                                     | Candidat                                                                  | Votes                                                                     | %                                                                         |
|                                                                           | Démocrate                                                                 | Seth Moulton (sortant)                                                    | 62 986                                                                    | 99,4                                                                      |
|                                                                           | Write-In                                                                  | Write-In                                                                  | 394                                                                       | 0,6                                                                       |

| Élection de 2024 du 6e district congressionnel du Massachusetts | Élection de 2024 du 6e district congressionnel du Massachusetts | Élection de 2024 du 6e district congressionnel du Massachusetts | Élection de 2024 du 6e district congressionnel du Massachusetts | Élection de 2024 du 6e district congressionnel du Massachusetts |
| --------------------------------------------------------------- | --------------------------------------------------------------- | --------------------------------------------------------------- | --------------------------------------------------------------- | --------------------------------------------------------------- |
| Parti                                                           | Parti                                                           | Candidat                                                        | Votes                                                           | %                                                               |
|                                                                 | Démocrate                                                       | Seth Moulton (sortant)                                          | 321 186                                                         | 97,8                                                            |
|                                                                 | Write-In                                                        | Write-In                                                        | 7191                                                            | 2,2                                                             |
| Total des votes                                                 | Total des votes                                                 | Total des votes                                                 | 328 377                                                         | 100%                                                            |
|                                                                 | Les Démocrates conservent                                       |                                                                 |                                                                 |                                                                 |